# Abdmaliku
Abdmaliku war ein nabatäischer Steinmetz oder Bildhauer, der im 1. Jahrhundert in Hegra wirkte.
Abdmaliku ist aus zwei Graffiti aus Hegra bekannt, in denen er als Steinmetz oder Bildhauer benannt ist. Eine Signatur an einer der Grabfassaden der Stadt ist nicht erhalten, dennoch ist anzunehmen, dass er bei der Errichtung von Grabfassaden tätig war.